# Castillo de Hjularöd
El Castillo de Hjularöd (en sueco: Hjularöds slott) es una mansión en el municipio de Eslöv en Escania, Suecia.

## Historia
La propiedad fue mencionada por primera vez en 1391. La casa principal fue construida entre 1894-1897 por el chambelán Hans Gustaf Toll. Los castillos medievales franceses, en particular el château de Pierrefonds, fueron la inspiración para la mansión cuando los arquitectos Isak Gustaf Clason (1856-1930) y Lars Israel Wahlman (1870-1952) la diseñaron. La mansión ha sido propiedad de miembros de la familia Bergengren desde 1926 y no está abierta al público. Escenas exteriores de la producción de Swedish SVT Christmas Calendar Mysteriet på Greveholm fueron filmadas en el patio de la mansión.